# シイタケ
シイタケ（椎茸、香蕈、学名：Lentinula edodes）は、ハラタケ目-キシメジ科に分類される中型から大型のキノコである。異説ではヒラタケ科・ホウライタケ科・ツキヨタケ科ともされる。
シイタケは東アジアのほか、東南アジアの高山帯やニュージーランドにも分布し、広葉樹の倒木や切り株にしばしば群生する。東アジアを中心に栽培される食用キノコだが、世界中で栽培されている。生育環境や収穫時期の違いによって、冬菇（どんこ）、香信（こうしん）、香菇（こうこ）などの銘柄がある。
干しシイタケはグアニル酸を主体とする旨み成分を有し、日本料理の出汁をとるのに用いられる乾燥素材としても知られる。また中華料理では乾シイタケを戻して使用することが多く、中華圏では生シイタケよりも乾シイタケのほうが需要が高い。

## 命名
和名のシイタケは、特にシイ（椎）の倒木などに発生したことから、この名が付けられている。
学名については、かつてはマツオウジ属（genus Lentinus）に入れられていたが、菌糸構成などの違いからシイタケ属（Lentinula）として分離された。本菌の原記載論文はチャレンジャー号探検において1875年に日本で採集された標本に基づく。
シイタケの種小名の edodes を「江戸です」から採ったとする説があるが、イギリスの菌類学者マイルズ・ジョセフ・バークリーによる1878年の原記載論文には学名の由来は記されていない。ギリシア語で「食用となる」という意味の語は εδωδιμος  であり、ラテン文字に置き換えると edodimos となり、これに由来すると考えられている。

## 形態・生態
DNA解析から原産地はボルネオで、日本を経由して中国大陸や朝鮮半島に広がったことがわかっている。東アジアからボルネオ、タスマニア、ニューギニア、ニュージーランドにかけて分布する。木材腐朽菌（腐生性）。自然界では、主にクヌギやシイ、コナラ、ミズナラ、クリ、カシなどのブナ科の広葉樹林や雑木林の倒木や枯れ木に、春と秋に発生するが、希にスギなどの針葉樹にも発生する。
短い円柱形の柄の先に、傘を開く。傘の径は4 - 10センチメートル (cm) で、初めのうちは半球状（まんじゅう形）であるが、生育すると後に開いて平らになる。枯れ木の側面に出ることも多く、その場合には柄は上に向かって大きく曲がる。傘の表面は白色から茶褐色で成熟すると淡い紫褐色になり、綿毛状の鱗片があり、裏面は白色で、細かいヒダがある。ヒダは密で湾生から上生（垂生）し、白色だが、古くなると褐色のシミができる。柄は中実で長さは3 - 6 cm、上部に綿毛状のつばがあるが消失しやすい。柄の下部は褐色で、繊維状または鱗片状になっている。肉は白色で緻密である。乾燥させると独特な香りがする。
子実体の発生時期は初夏と秋で、適温は10 - 25℃と幅があり菌株によって異なる。姿、傘の厚さ、色の違いは、発生状況や季節によることが多い。特に冬のものは冬子（どんこ）とよばれ、肉厚で傘のひだも綺麗に入る。野生のものと栽培品では、ほとんど色や形に違いは見られない。

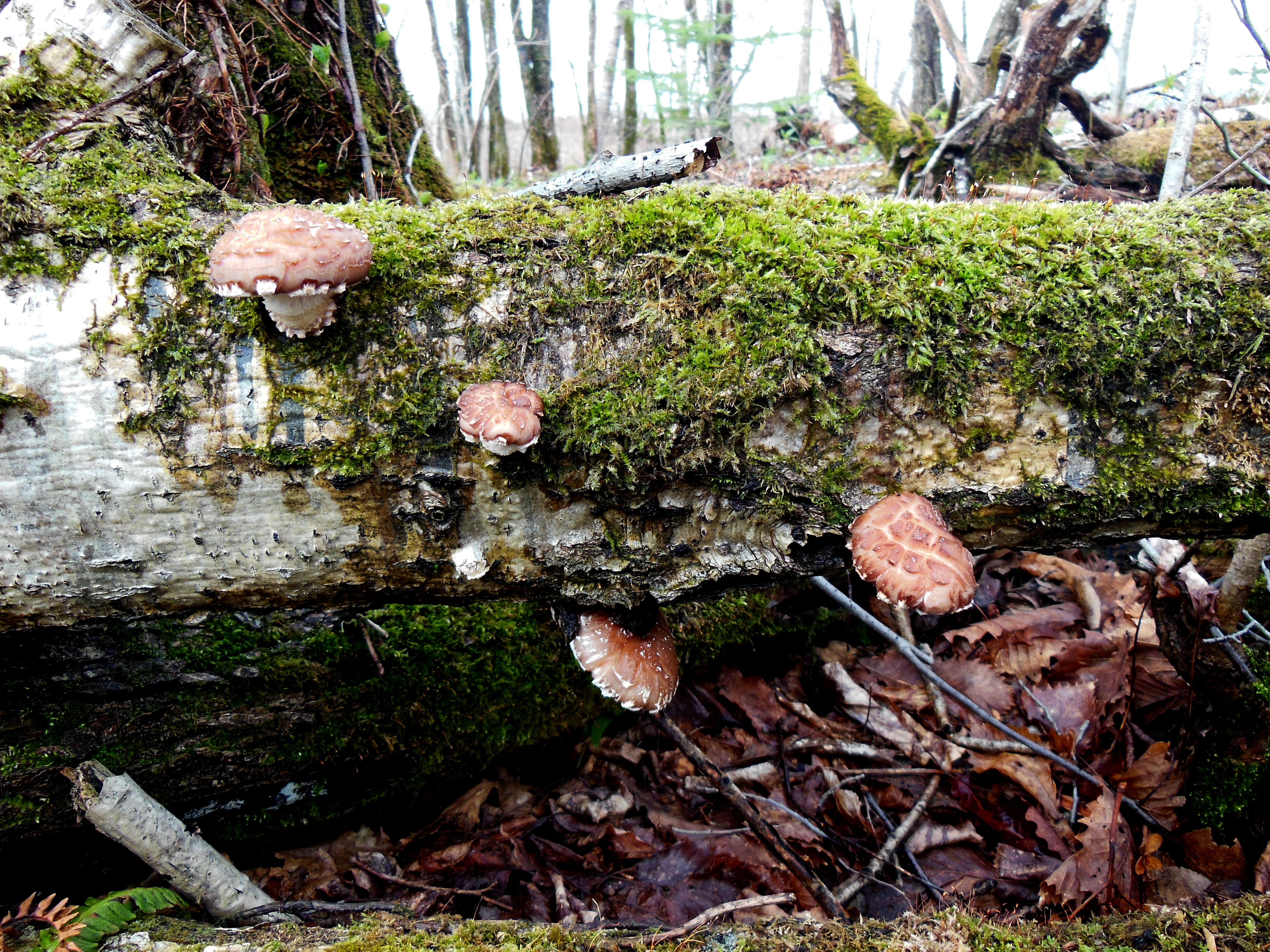
倒木に発生した野生シイタケ

### 類似の毒キノコ
よく似た条件で発生し、やや姿が似た毒キノコとしてツキヨタケがある。これをシイタケと間違えて食べて中毒になり、入院するまでの病状になる事が多い。外観は似ており、夜間や暗い場所では青白く光ることで区別がつくが、古くなったものは光らないこともあるので注意を要する。

## 利用
日本を代表する食用キノコとして親しまれている。かつては秋の味覚の代表格であったが、菌床栽培や水耕栽培などによる人工栽培が確立して、通年流通している。日本では「しいたけ品質表示基準」によって、食品としての「しいたけ」を「しいたけ菌の子実体であって全形のもの、柄を除去したもの又は柄を除去し、若しくは除去しないで傘を薄切りにしたもの」と定義している。
主な旬は、3月 - 5月、または9月 - 11月といわれ、傘は肉厚で内側に巻き込み、裏側が変色していない白いもの、軸は太くて短めのものが市場価値の高い良品とされる。生椎茸のほか、干し椎茸にも厚さの厚い順から「冬茹（どんこ）」「香茹（こうこ）」「香信（こうしん）」などの種別があり、それぞれ香りや味に個性があるが、いずれも食物繊維やミネラルは豊富で、低カロリーである。じっくり加熱することで、シイタケ特有の旨味が出てくる。和風・洋風・中華料理ともに万能で、香りや旨味を生かして料理に使われる。
旨み成分として、5'-グアニル酸を豊富に含むので、出汁をとって、コンブの旨味成分（グルタミン酸）や、鰹節の旨味成分（イノシン酸）との相乗効果を高める働きがある。グアニル酸は生のシイタケでは総重量に占める割合が少ないが、乾燥して温度が上昇する過程で、リボヌクレアーゼやホスホモノエステラーゼなどの酵素の働きにより増加する。また乾燥することで細胞が破壊され、旨味成分の抽出効率が上昇する。
栄養価としては、炭水化物、ビタミンB群、食物繊維、ミネラル、免疫細胞を活性化させるレンナチンなどが含まれる。しかし、含有されるミネラル分やビタミン類の量は生育環境（栽培条件）により大きく異なり栄養価として公表されている数値は目安に過ぎない。そのため収穫後の子実体への効果を期待し様々な成分の添加が研究されている。シイタケにはエスゴステリンという成分が含まれており、これが日光に含まれる紫外線に当たると体内に入ることでビタミンDへと変化する。したがって、生シイタケの軸を上向きにしてザルなどに広げ、ひだの部分に1 - 2時間ほど日光に当てると、ビタミンDの量が格段に増える。

### 生椎茸
生椎茸（なましいたけ）は風味や歯ざわりを生かして、遠火で炙り焼きにしたり、ホイル焼き、鍋料理、すき焼き、スープ、すまし汁、茶碗蒸し、うどん、巻き寿司、炒め物、天ぷらなどにして食べる。農薬や虫の心配も無いため、洗わずにそのまま使うのが基本で、水洗いすると香りや風味が落ちてしまうため、汚れは軽く拭き取る程度にする。日本料理ではしいたけの傘の部分に十字の形や星型の形に包丁で飾り切りがされることがある。保存するときは、冷蔵で2 - 3日程度持つが、このとき傘のひだを上向きにして胞子が落ちないようにすると、痛みが早くなるのをわずかでも抑えられる。

### 干ししいたけ
干し椎茸（ほししいたけ・乾椎茸とも）は、シイタケを天日、または電気などの乾燥機械を使って乾燥させた食品である。保存性が高く、乾燥によって栄養が凝縮されて、生のときにはなかったシイタケの旨み・香り成分が化学的に増すという特徴がある。水で戻してから調理するのが基本で、濃厚な旨味と出汁を生かして、煮物や佃煮、ご飯もの、点心、スープにしたりする。もどし汁も香りのよい出汁として利用される。もどし方が足りないと、時間をかけて加熱してもやわらかくならないので、芯までゆっくり時間をかけてもどす必要がある。また、陽に当てて干すことによって、生のものよりも旨味成分や香りが凝縮され、ビタミンD2の含有量も増える。椎茸を乾燥する方法として、古来天日乾燥が行われていたと思われているが、天日乾燥は低温で乾燥するために椎茸のうまみ成分はできにくく、高温乾燥によってより多く生成されるため1800年頃には既に、産地では焚火または炭火による乾燥が行われていたという。（「シイタケの研究」森喜作著 1963年/「山の光」（復刻版）小野村雄著 1930年）

#### 干し椎茸の種類
種類は、成長程度の違いから肉厚で傘が開ききっていない（傘の開きがおおよそ七分まで）冬菇（どんこ）、薄手で傘が開いている香信（こうしん、本来は香蕈と書く）、さらに両者の中間的存在の香菇（こうこ）の区別がある。

#### 干し椎茸の歴史
中国では紀元前5000 - 4500年の浙江省の遺跡にきのこが出土している。唐時代の詩文にあり、五代時代には菌（きのこ）の記載があり、南宋時代は香椎と栽培法が記載されている。当時、日本で栽培されていた椎茸の多くは中国に輸出されており、道元は1237年の文献で中国で「苔」を老僧自身が乾しているエピソードを伝えている。また、同じ文献では「倭椹」という言葉があり、これが日本産の椎茸ではないかと言われている。その他、椎茸料理に関する歴史的記述は
- 1588年、豊臣秀吉が後陽成天皇の行幸を仰いだ時
- 1591年、秀吉が名護屋布陣中、博多の貿易商から招かれた時
- 1593年、徳川家康が名護屋で茶会を開いた時の懐石料理
- 1595年、秀吉が前田利家邸に招かれた時
- 1626年、徳川家光が二条城に後水之尾天皇の行幸を仰いだ時
- 1682年、徳川綱吉による朝鮮通信使供応の時
- 1740年、徳川吉宗が勅使を招いた時
- 1811年、徳川家斉が勅使を接待した際

などがある。

### シイタケエキス（出汁）
グルタミン酸を豊富に含み、出汁をとるのにも利用される。シイタケのうまみ成分・風味は熱に弱いため、出汁を取る際には冷水に5時間以上漬けておくことが望ましいとされる。また、超音波照射は干し椎茸の水戻しに効果があり、食品加工業者向けには、超音波霧化分離技術を利用した加熱の不要なシイタケエキスの抽出装置が開発され、生椎茸栽培の盛んな徳島県内にて2014年に実用化されている。シイタケエキスは麺類のたれなどの食品のほか、保湿作用や美白作用があり、化粧品にも利用されている
。

### 生薬
中国医学では香蕈（こうしん）と称して生薬ともした。益気、健脾、健胃、化痰の作用があり、貧血や高血圧に効くとされる。近年は、β-グルカンの免疫強化、抗癌作用の研究も行われている。その他の医療的利用ではシイタケ属から抽出されたAHCCが健康食品として利用されている。
また、シイタケから発見された特異的に多く含まれる生理活性物質として、エリタデニン、レンチナン等が単離されている。レンチナンはがん細胞の増殖を抑えることがわかっている。

## 健康被害
生シイタケあるいは加熱が不十分なシイタケを食べた場合、しいたけ皮膚炎と呼ばれるアレルギー反応が発生することがある。体幹部に掻痒が強い紅斑や丘疹が発生し、掻痕に一致した線状の皮疹も呈する。しいたけ皮膚炎以外では、原因は未解明でシイタケに含まれるレンチナンに対するアレルギー反応の可能性を示唆する報告がある。
干しシイタケの戻し汁や乾燥シイタケを用いた菓子でも症状が発生することが報告されている。

## 栽培と流通

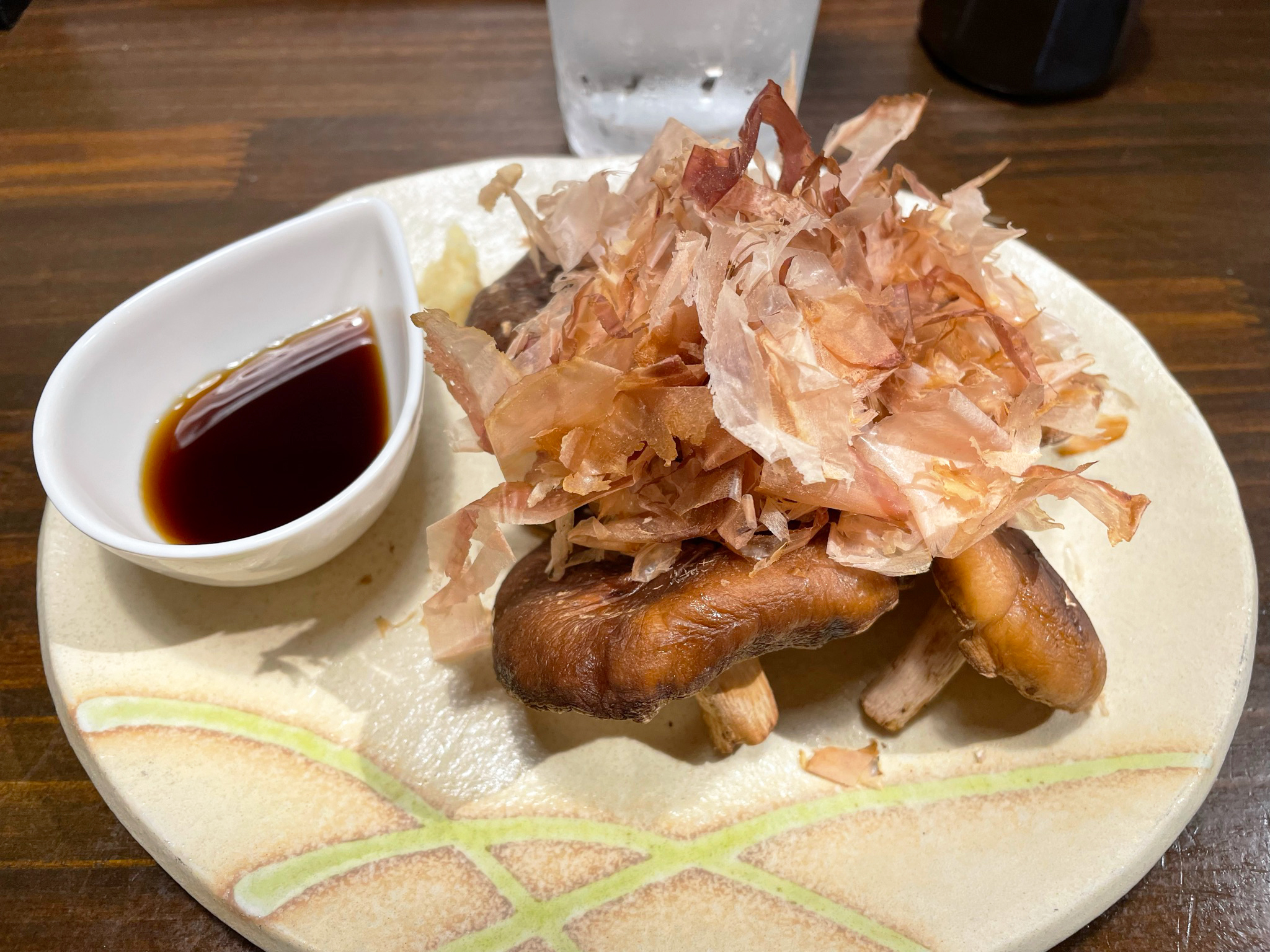
国産のしいたけを使った料理(写真は敦賀市の黒河しいたけ)

原木やおがくず菌床で栽培されたシイタケが販売・流通され、日常的に食べられているので、なじみが深いキノコの一つとなっている。

### 人工栽培

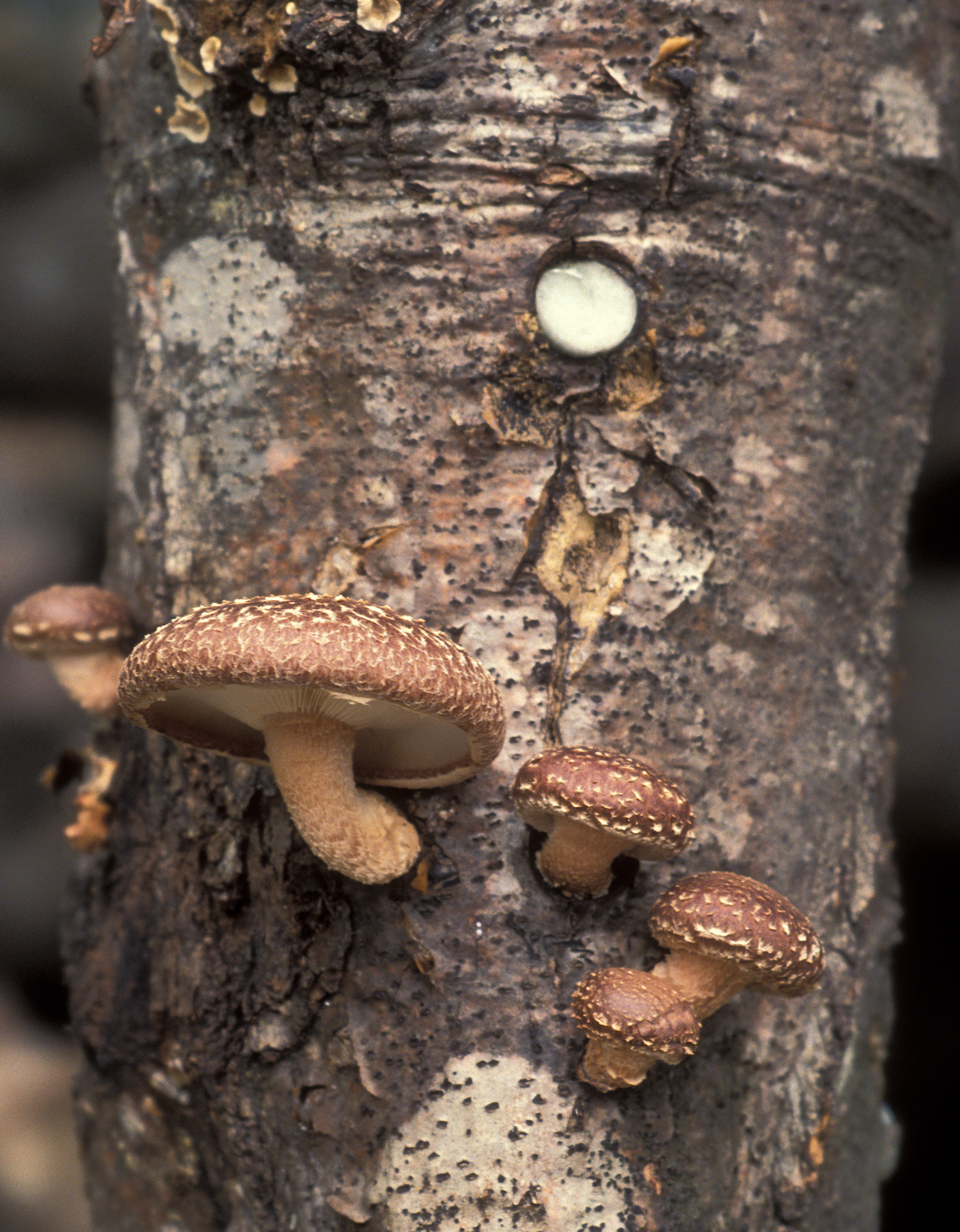
原木栽培. 原木に駒木を打った跡が残っている

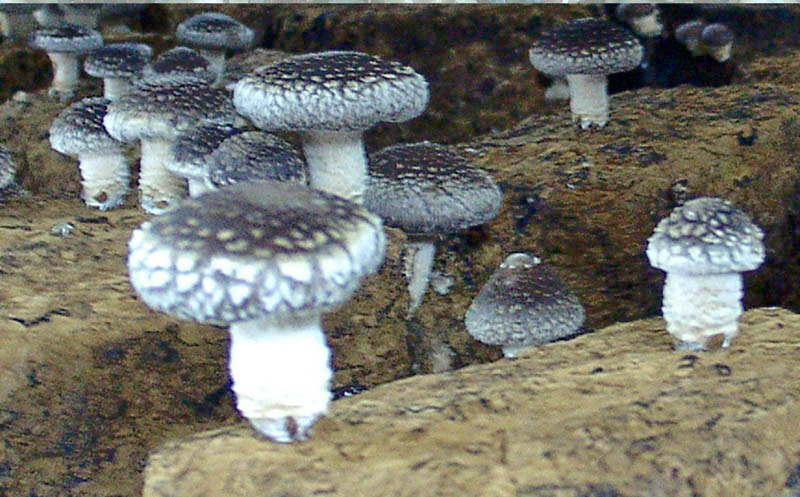
菌床栽培

シイタケは、野生種と原木栽培種との大きな差異はないが、おがくず栽培（菌床栽培）はすべてにおいて貧弱になる。日本における原木栽培は歴史も古く、品質が優秀で、それを乾燥させた干し椎茸は海外での品質評価も非常に高い。
一般的にシイタケの原木栽培（ほだ木を利用する栽培）では長さ1メートル程度に切断したコナラやクヌギ、シイなどの広葉樹を原木として利用する。作業性を考慮し直径10 - 20センチメートルの樹を利用する事が多い。原木は通常秋から初冬に伐採、過度な乾燥を避け保管され、枯死するのを待ってから翌早春に種菌が接種される。種菌が接種された原木を、約1年を森林の下に寝かせ菌糸体の蔓延を待つ。こうしてシイタケが発生するようになった原木を「ほだ木」とよぶ。種菌の接種から16 - 18か月経過後のほだ木を「ほだ場」と呼ばれる栽培場所に移し、柵に立てかけるように原木を並べて子実体の発生を待つ。子実体が発生するのは、通常種菌を植え付けてから18 - 24か月後で、3 - 4年間収穫（採集）が可能である。品種改良が進んでおり、シイタケが発生するのに最適な時期はそれぞれの品種によっても異なっている。その地域の気候に最も適した品種を選択し栽培することが大切である。
原木栽培に於いて、落雷が発生するとその周囲でシイタケが異常発生することが、生産者の間では経験的に知られている。伏込んだほだ木に人工的に交流の高電圧パルスを与えた栽培実験では、2 - 3倍の収量が得られた事が報告されている。落雷同等の音だけでも効果がある。その他にもほだ木を叩くことでも収穫量が倍増することがわかっているが、いずれも詳しいメカニズムは不明である。
人工菌床による菌床栽培でも一定の電圧の印加で子実体の発生個数が増加したとの報告がある。

### 生産量
2019年の中国におけるシイタケの生産量は約1043万トンで、同国内では生産量が最大のきのこの品種となっている。同国内のうち、河南省南陽市西峡県はシイタケの一大産地として知られる。
2018年の日本における生しいたけの生産量は約7万トン、菌床栽培が92%・原木栽培が8%で、主な生産地は徳島県・北海道となっている。乾しいたけの生産量は2600トン、菌床栽培が10%・原木栽培が90%で、主な産地は大分県となっている。

### 日本での生産

#### 歴史
日本では室町時代から食べられており、古来日本では古くから産したものの、栽培は不可能で自生したものを採集するしかなかった。その一方で精進料理において出汁を取るためには無くてはならないものであった。道元が南宋に渡った際に交流した現地の僧（食事担当の典座）は、達磨忌の御馳走として出すうどんの出汁を干し椎茸で取るため、日本商船の入港を聞いて遠方の阿育王寺から買いに来たほどであった。典座教訓にこのような逸話があるほど、高価な食材であった。
江戸時代から、原木に傷を付けて菌を植え付けるなどの半栽培が行われ始めた。シイタケの胞子が原木に付着してシイタケ菌の生育が見られるかどうかは全く不明であり、シイタケ栽培は成功した場合の収益は相当なものであったが、失敗した場合は全財産を失うほどの損害となる一種の博打だった。
シイタケの人工栽培がどこで始まったのかは諸説がある。一つは豊後国の炭焼き源兵衛が寛永の頃始めたという説、もう一つは豊後岡藩藩主中川家の記録で寛文4年シイタケの栽培技術を導入するために伊豆国三島の駒右衛門を招いたのが始まりという説。豊後・伊豆以外では、津藩が1700年代末に直営事業でおこなっており、1800年代には紀州藩、徳島藩、長州藩、土佐藩、人吉藩、薩摩藩、尾張藩、盛岡藩、宇和島藩、さらには蝦夷地（北海道）で栽培が広がっていた。
人工栽培の方法は20世紀に確立されたが、最近では原木栽培は数が少なく、おがくずなどの培地で育てる菌床栽培されたものが市場流通品のほとんどを占める。
干し椎茸の生産統計は1905年に始まる。当時の全国生産量は963トンで静岡県が全体の25%を占め、次いで大分県、宮崎県とつづいており、三つ巴の競争となっていた。1933年ころまでに、全国生産量は800トンから1300トンの間を推移し、1934年には1500トン、1935年には2000トンとなる。多くの県で同業組合が設立されたものの、戦時中は統制が敷かれていた。輸出統計は明治初年からあったが、1921年から中国が混乱時代となったことで輸出量が一時的に半減していた。
第二次世界大戦後、干し椎茸の生産量は1949年までは1000トンを切っており、明治時代と同等の生産量であった。しかし、森喜作による種駒の発明などの生産技術の確立で安定生産が可能となり、1950年には1400トンに回復。翌年から2000トン台へ、1955年には3000トンを超え、1965年には5000トン、1970年には8000トンに達した。輸出量は1949年までは10-300トンに落ち込むが、1950年には900トンに戻し、その後年によって多寡はあるが、千数百トンとなった。輸出先は昭和30年代には40ヵ国を超えたが、輸出量は各国の中国人の居住人口に完全に相関した。品柄はほとんど「どんこ」に限られた。
日本では2006年10月1日から、商品に必ず原木栽培品か菌床栽培品かを表示する事が義務付けられている。さらに2022年3月30日からは植菌地の表示も義務付けられている。このことにより従前、中国で製造された菌床を日本に持ち込み栽培していたしいたけは国内産と表示することができなくなった。

#### 日本国内の主な産地
生産量ではエノキタケには及ばないが、日本でもっとも生産額が多いキノコである。2018年（平成30年）には生しいたけが70,382トン・681億円、乾しいたけが2,635トン（生換算重量18,442トン）・109億円生産された。乾椎茸は大分県が、生椎茸は徳島県が日本一の産地である。次いで北海道、そのほか鳥取県、島根県、岡山県、愛媛県、熊本県、宮崎県、群馬県、栃木県、静岡県、長崎県、秋田県、岩手県、新潟県などで栽培が盛んである。

### 中国での生産
中国ではシイタケ（香菇）のうち、傘に表面に無数のひび割れが入った肉厚の高品質なシイタケを「花菇」といい、肉厚だがひび割れはない中間品質なものを「冬菇」、肉薄で安価な一般的なものを「香覃」とランク付けしている。中国における花冬菇（どんこ）は、シイタケの子実体が発生している最中に特定の環境条件（温度、湿度、日照、換気など）とすることで一種の畸形を生じさせたもので、傘に割れ目があることからこの名が付いた。
中国では1980年代から輸出を大きく伸ばし、日本産の半値以下の価格で世界の消費市場を席巻していた。1987年頃から中国産が内外市場に急増する。その年は893トン、1990年は2404トン、1995年は7539トン、2001年は9253トンと鰻登りに上昇する。中国産は国産の半分以下の価格で、欲しい時に入手できる利便性もあり、また、中国産の国産偽装もあった。消費者の乾しいたけ離れ、中国産の急増、輸出の激減と日本産の干し椎茸は三重苦というべき苦難に陥った。2000年に朱鎔基首相が来日した時に、TBSは市民対話を行った。朱首相は両国の輸出入を正しい方向に導くことが重要と述べた。その後2007年に中国製食品汚染問題が生じたが、問題は依然として残っている。1995年には中国からの輸入量が日本国内生産量を凌駕した。

### 日本国外での普及
英語、フランス語などでもそのまま日本語に基づき「shiitake」「shiitake mushroom」などと呼ばれる。
フランス
フランスでは秋に流通する多くのキノコ類の中にシイタケも含まれ、伝統的な食品流通である朝市のほか、大手スーパーマーケットでは菌床栽培品のパッケージが売られている。
スウェーデン
スウェーデンでのキノコの消費は、ツクリタケが95%とほとんどを占め、その他のキノコ類としてシイタケ、ヒラタケ、カンタレルス属等がわずかに消費されているにすぎない。スウェーデンでのシイタケ栽培は北部のキールナで原木栽培が行われている。
ブータン
西岡京治らの農業指導が行われたブータンでは、シイタケやヒラタケの人工栽培が行われており、冬虫夏草やマツタケなどの野生きのことともに、きのこは重要な外貨獲得手段となっている。

## 参考画像

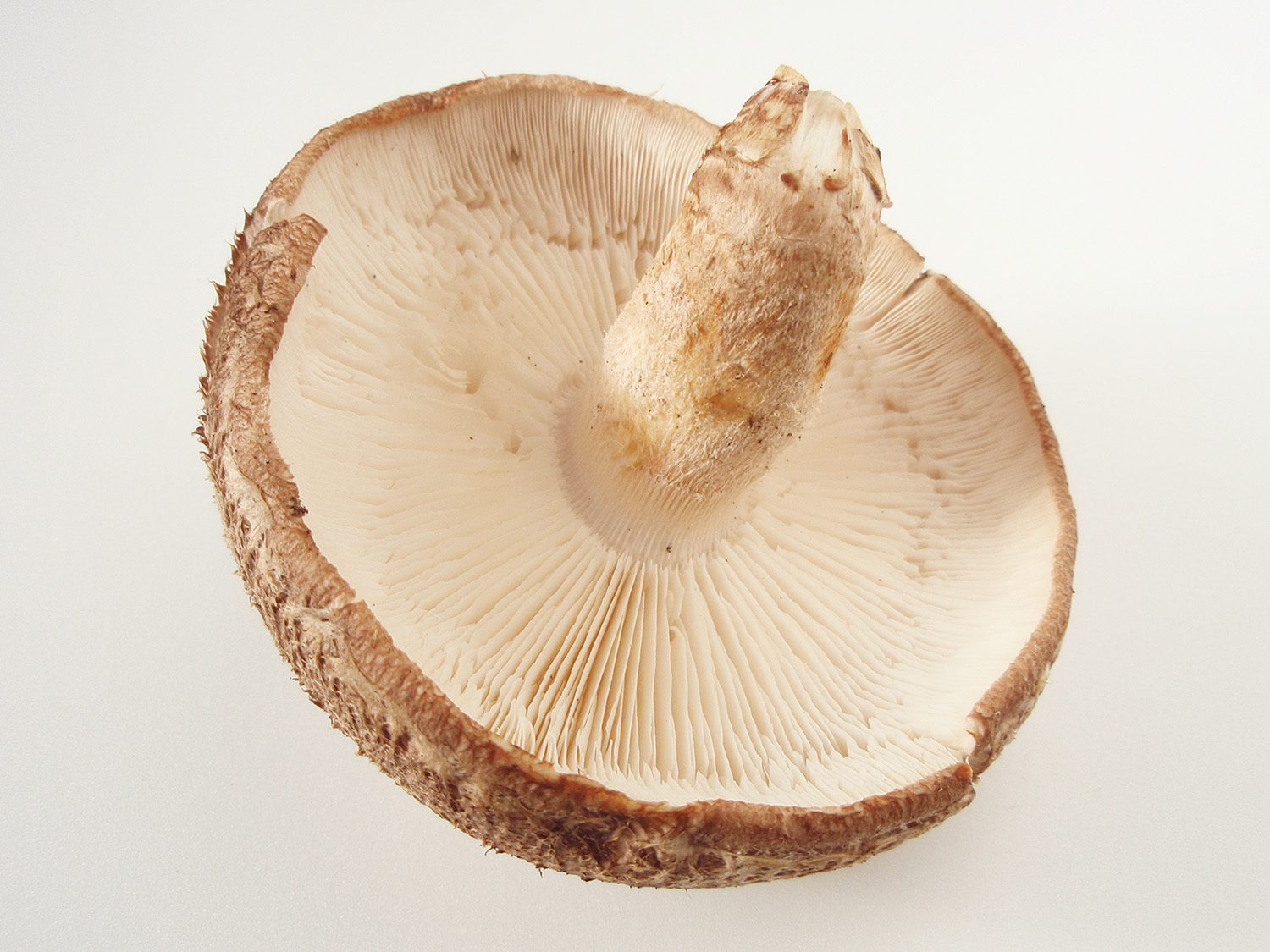
傘の裏、襞が見える
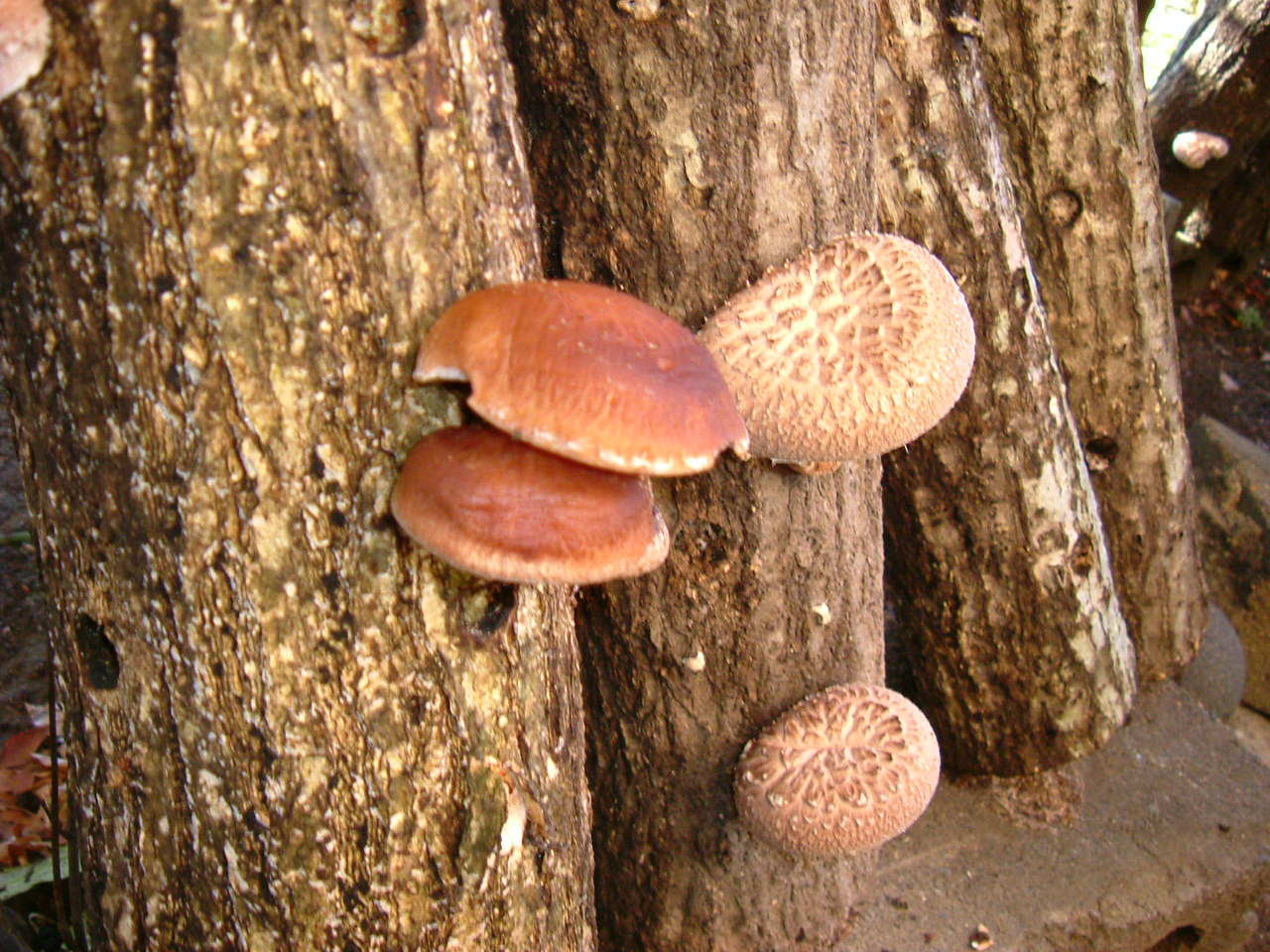
原木栽培
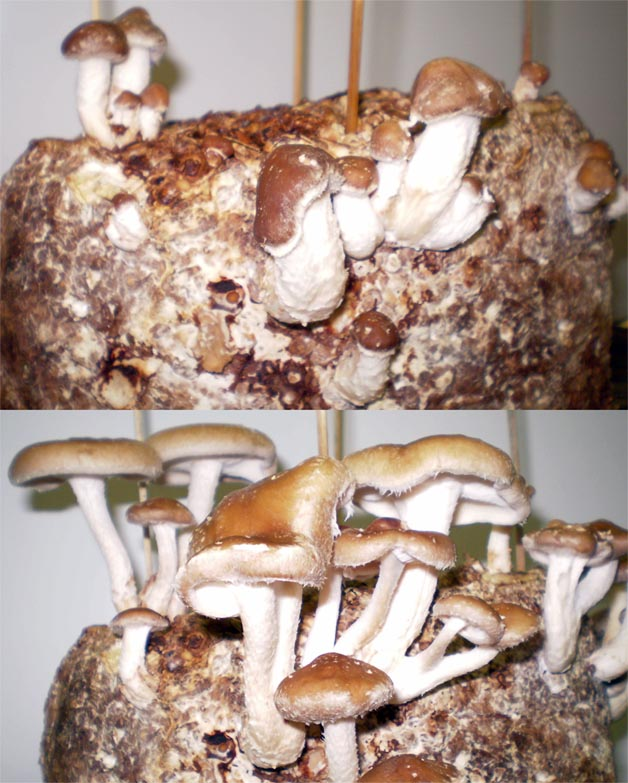
菌床栽培
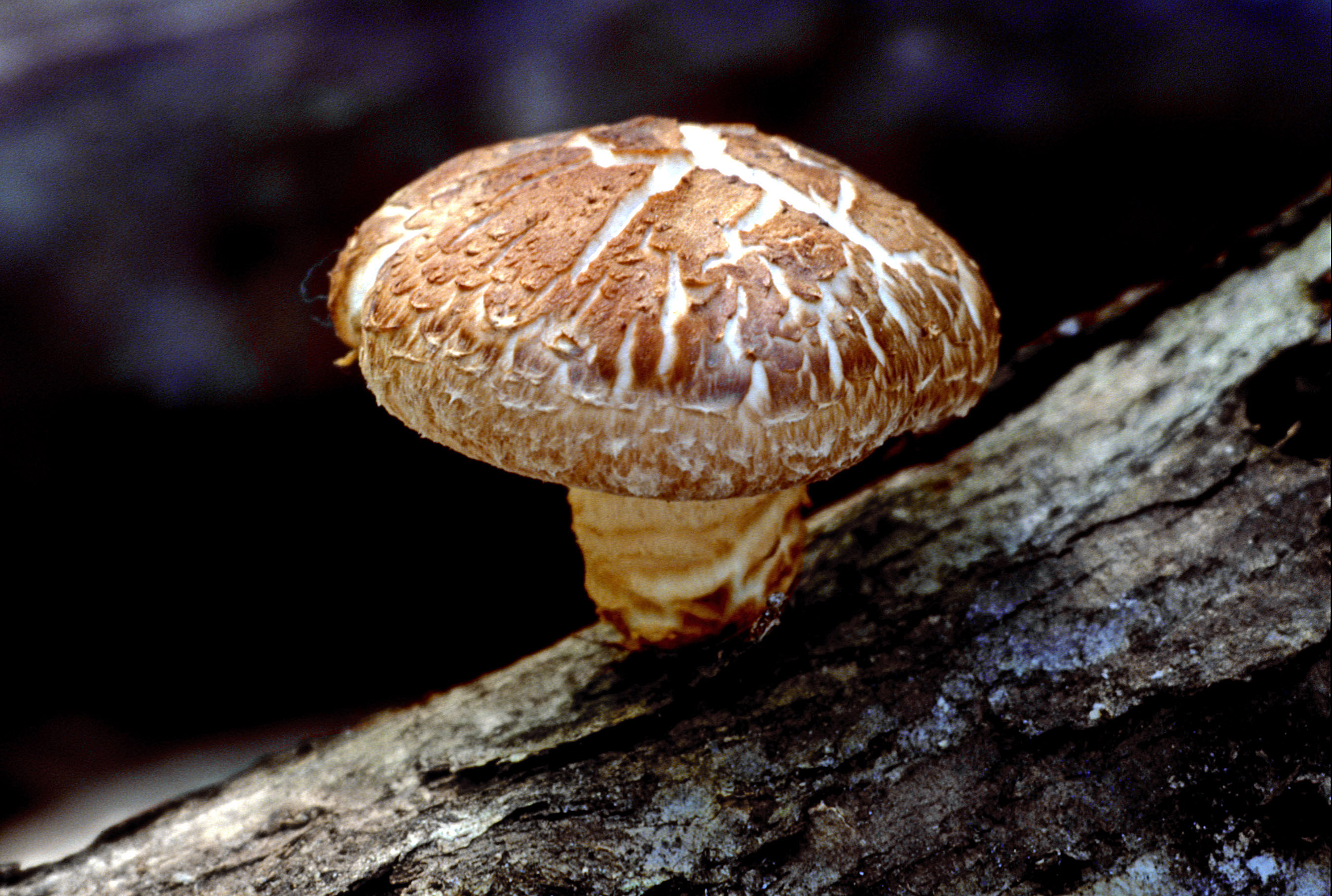
どんこと呼ばれる傘が肉厚なものは高級品とされる
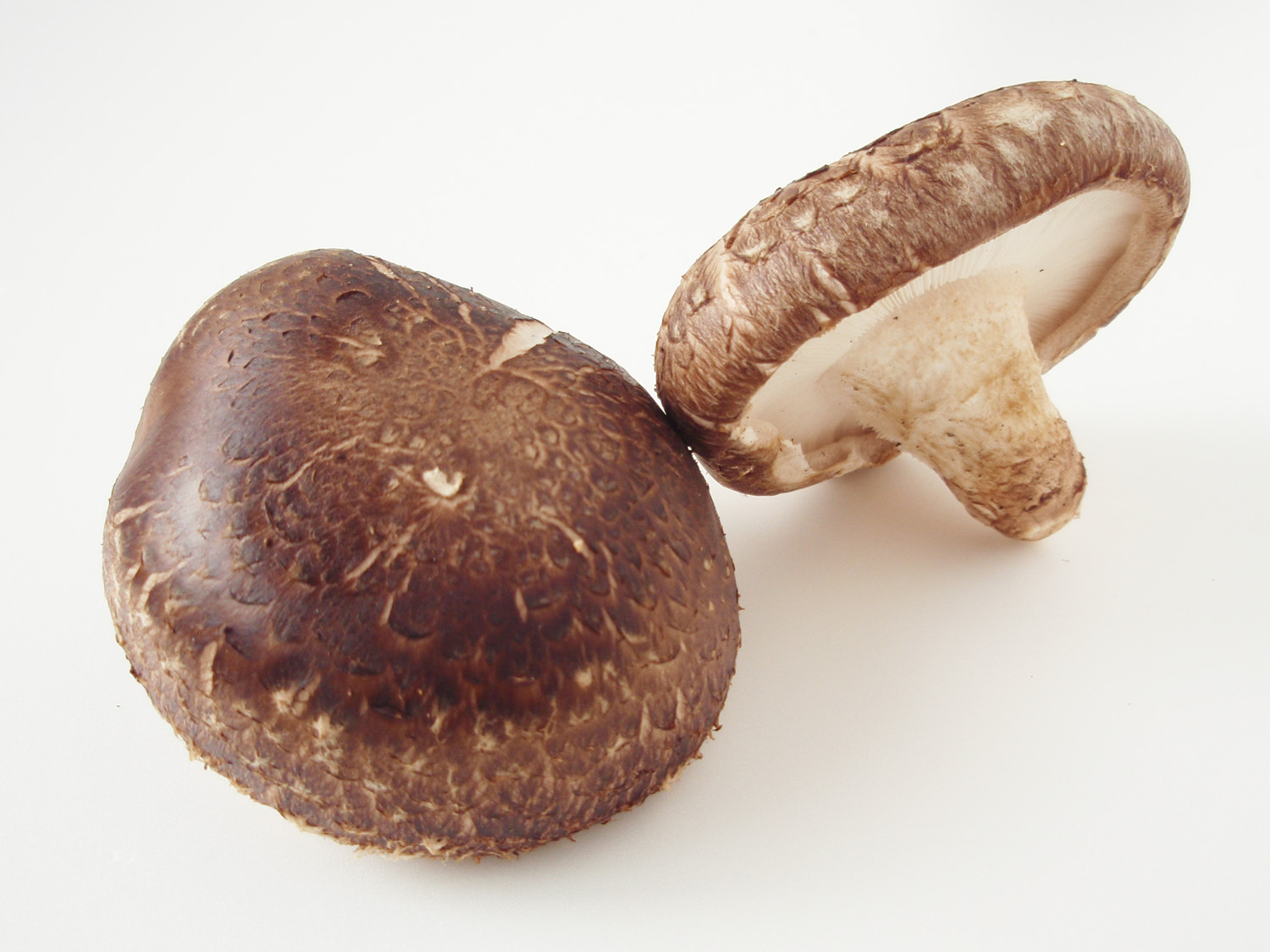
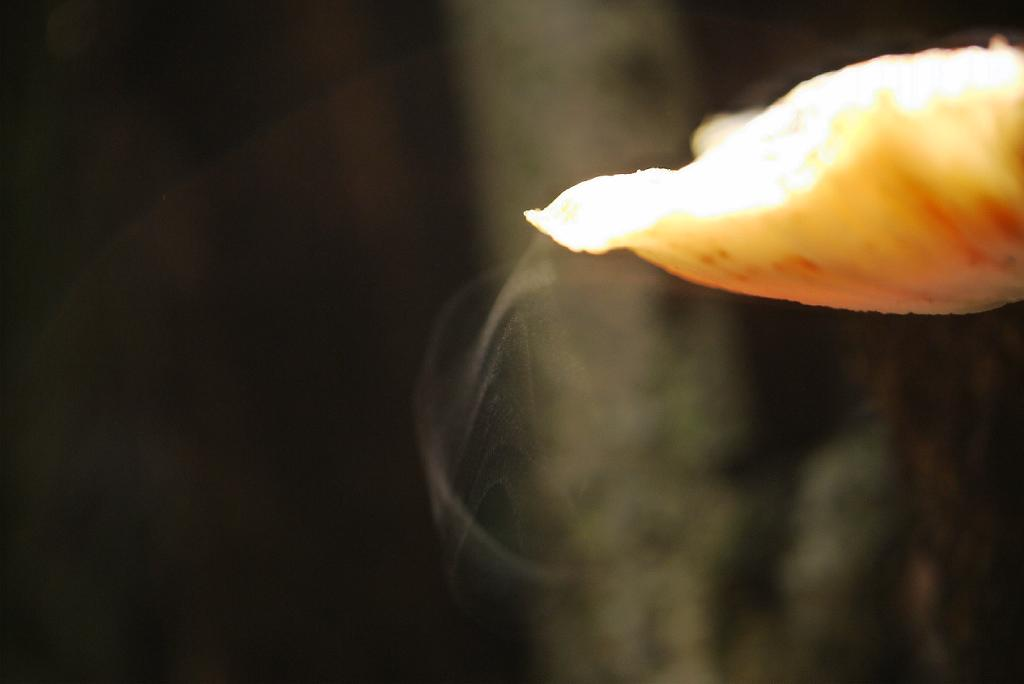
胞子が飛んでいる様子